# Orhei
Orhei je město v Moldavsku, ve stejnojmenném okrese. Za časů Sovětského svazu bylo nazýváno Orgejev. Během sčítání lidu z roku 2014 mělo 21 065 obyvatel. Leží asi 40 kilometrů severně od hlavního města Kišiněva. Název města má maďarský základ ("Őrhely"), a šel by zhruba přeložit jako "ostrožna".
Město bylo založeno roku 1470, v místě bývalé pevnosti Zlaté hordy. V roce 1538 ho zničil turecký sultán Sulejman Nádherný, načež bylo znovu založeno roku 1554 asi 12 kilometrů od původního místa (jež je dnes nazýváno Orheiul Vechi – Staré Orhei). V 17. století na město několikrát zaútočili kozáci, v roce 1758 bylo zpustošeno Nogajskými Tatary. V roce 1897 byla postavena železnice, vznikla zde též první tabáková továrna v tehdejší Besarábii. V roce 1920 mělo město již 25 000 obyvatel, tehdy ovšem dvě třetiny tvořili Židé. Jejich komunita byla zdecimována za druhé světové války, přesto ve městě funguje ještě synagoga, poslední v Moldavsku. Druhá světová válka znamenala katastrofu i pro ostatní obyvatele, v roce 1941 zde probíhaly tvrdé boje mezi sovětskými a rumunsko-německými jednotkami, při nichž většina obyvatel zemřela nebo uprchla, takže město prakticky zaniklo. Obnoveno bylo po válce z ruin.
Město se nachází v kopcovitém terénu, což přispívá k erozi a sesuvům půdy. K nejvýznamnějším památkám města patři kostel sv. Dumitrua, který nechal postavit moldavský kníže Vasile Lupu. Ve městě působí poměrně úspěšný fotbalový klub FC Milsami Orhei. Založen byl roku 2005, o pět let později se probojoval do nejvyšší domácí soutěže a od té doby patří mezi moldavskou špičku. V sezóně 2014/15 získal mistrovský titul, jakožto první tým mimo Kišiněv a Tiraspol. Dvakrát již získal i moldavský pohár (2012, 2018). K nejznámějším rodákům patří zpěvák Paša Parfeny, který reprezentoval Moldavsko v soutěži Eurovision Song Contest v roce 2012.

## Sport
FC Milsami Orhei sídlí ve městě. Tým v roce 2015 vyhrál moldavskou národní divizi.

## Obyvatelstvo
Národnostní složení Orhei
V roce 1920, kdy Orhei ještě patřilo k Besarábii, se počet obyvatel odhadoval na 25 000. V té době tvořili dvě třetiny obyvatelstva Židé. Zbytek obyvatelstva tvořili Rusové, Rumuni a Rusíni.
| Rok            | 1930   | 1959   | 1970   | 1979   | 1989   | 2004   | 2014   |
| -------------- | ------ | ------ | ------ | ------ | ------ | ------ | ------ |
| Počet obyvatel | 14 805 | 14 131 | 25 707 | 30 260 | 31 843 | 25 641 | 21 065 |

## Partnerská města
- Bicaz, Rumunsko
- Piatra Neamț, Rumunsko[5]

## Rodáci
- Jacobo Fijman (1898–1970) – argentinský básník
- Dovid Knut (1900–1955) – ruský židovský básník, člen francouzského odboje
- Mihail Maculețchi (1861–?) – besarabský politik
- Alex Magala (* 1989) – moldavský bavič a polykač mečů
- Rodica Mahuová (* 1959) – moldavská novinářka, šéfredaktorka Jurnal de Chişinău
- Paša Parfeny (* 1986) – moldavský zpěvák